# Бонвал (Ер и Лоар)
Бонвал (фр. Bonneval) насеље је и општина у централној Француској у региону Центар (регион), у департману Ер и Лоар која припада префектури Шатоден.
По подацима из 2011. године у општини је живело 4674 становника, а густина насељености је износила 162,18 становника/km². Општина се простире на површини од 28,82 km². Налази се на средњој надморској висини од 132 метара (максималној 175 m, а минималној 112 m).

## Демографија
| 1962. | 1968. | 1975. | 1982. | 1990. | 1999. | 2011. |
| ----- | ----- | ----- | ----- | ----- | ----- | ----- |
| 4.628 | 4.853 | 4.892 | 4.864 | 4.420 | 4.285 | 4.674 |

График промене броја становника у току последњих година